# بني زار (مرسية)
بني زار هي منطقة إسبانية تابعة لبلدية مُرَتَيّة ، في المنطقة الشمالية الغربية من منطقة مرسية . تقع على ارتفاع 900 م فوق مستوى سطح البحر.